# Arára de Pará
L'arára és una llengua carib de Pará, Brasil. El parlen els arára i potser altres grups relacionats.
L'arára forma part del clúster dialectal Kampot juntament amb l'ikpeng, apiaká de Tocantins, parirí i yarumá

## Fonologia

### Consonants
|            |            | Bilabial | Alveolar | Post- Alveolar | Palatal | Velar | Glotal |
| ---------- | ---------- | -------- | -------- | -------------- | ------- | ----- | ------ |
| Oclusiva   | sorda      | p        | t        |                |         | k     |        |
| Oclusiva   | sonora     | b        | d        |                |         | ɡ     |        |
| Africada   | Africada   |          |          | tʃ             |         |       |        |
| Nasal      | Nasal      | m        | n        |                |         | ŋ     |        |
| Vibrant    | Vibrant    | (ʙ̥)      |          |                |         |       |        |
| Bategant   | Bategant   |          | ɾ        |                |         |       |        |
| Fricativa  | Fricativa  |          |          |                |         |       | (h)    |
| Aproximant | Aproximant | w        | l        |                | j       |       |        |

Dues de les setze consonants, /ʙ̥, h/ es produeixen amb poca freqüència. /ʙ̥/ només apareix en paraules expressives, o abans de la vocal /u/. /h/ només es produeix després d’una consonant coronal, com /a/ o /u/. També hi ha una ocurrència particularment rara de dues consonants implosives, /ɓ/ i /ɗ/.

### Vocals
|         | Frontal | Central | Posterior | Posterior |
| ------- | ------- | ------- | --------- | --------- |
| Alta    | i       |         | ɯ         | u         |
| Mitjana | ɛ       |         | ɔ         | ɔ         |
| Baixa   |         | a       |           |           |

## Àrea
La llengua la parla un poble que inclou grups que encara no estan contactats. Viuen principalment a tres llogarets: Cachoeira Seca, Laranjal i Maia. No obstant això, els nadius d'aquest últim han canviat al portuguès brasiler, mentre que 85 parlants encara romanen a Cachoeira Seca i 250 a Laranjal.

## Parla amb animals
El lingüista Isaac Costa de Souza va estudiar la llengua i va concloure que algunes paraules es van modificar quan es feien servir per parlar amb diferents animals. La taula següent mostra algunes paraules modificades s'utilitza quan es parla amb un cebins.
| -    | Paraula normal | Paraula cebina  | Significat |
| ɔɛt  | ɔɛgɛt          | arbre de cautxú |            |
| aɛ   | aɛge           | vespa           |            |
| ikpa | ikpaga         | fang            |            |
| kuɾi | kuligi         | perla           |            |
| kɔk  | kɔgɔk          | nit             |            |
| nu   | nugu           | tumor           |            |
| paɾu | palugu         | aigua           |            |

S'utilitzen diferents modificacions segons l'espècie d'animal que es tracti. La paraula "ikpa", per exemple, es pot modificar com a "tɔkpa" quan es dirigeix a un gos o com "ĩkpã" quan es dirigeix a un aluata. Es poden utilitzar modificacions específiques quan es parla amb picots, tortugues i coatis, entre altres animals.

## Referéncies
1. ↑  Carvalho, Fernando O. de (2020). Tocantins Apiaká, Parirí and Yarumá as Members of the Pekodian Branch (Cariban). Revista Brasileira de Línguas Indígenas - RBLI. Macapá, v. 3, n. 1, p. 85-93, 2020.
2. 1 2  Isaac Costa de Souza, 2010, A Phonological Description of "Pet Talk" in Arara Arxivat 2013-10-12 a Wayback Machine., M.A. thesis, University of North Dakota.